# Conotrachelus olivicolor
Conotrachelus olivicolor – gatunek chrząszcza z rodziny ryjkowcowatych.

## Zasięg występowania
Ameryka Południowa, występuje w Brazylii.

## Budowa ciała
Ciało krótkie i szerokie. Przednia krawędź pokryw znacznie szersza od przedplecza, pofalowana; boczne krawędzie lekko zwężające się ku tyłowi, z charakterystyczną, niewielką ostrogą w przedniej części; tylna krawędź równo ścięta. Na ich powierzchni rzadkie, niewielkie podłużne garbki oraz rzadkie punktowanie. Przedplecze w tylnej części kwadratowe w zarysie, o zaokrąglonych krawędziach, z przodu lekko zwęzone.